# León (stacja kolejowa)
León – stacja kolejowa w León, w regionie Kastylia i León, w Hiszpanii. Znajdują się tu 4 perony.